# Comitê Central de Paz do Paquistão Oriental
Comitê Central de Paz do Paquistão Oriental (em bengali:  পূর্ব পাকিস্তান কেন্দ্রীয় শান্তি কমিটি; em urdu:  مشرقی پاکستان مرکزی امن کمیٹی), também conhecido como Comitê Nagorik Shanti (Comitê de Paz do Cidadão), ou mais comumente Comitê de Paz ou Comitê Shanti, foi um dos vários comitês formados no Paquistão Oriental (atual Bangladesh) em 1971 pelo Exército do Paquistão para ajudar nos seus esforços para esmagar a rebelião pela libertação de Bangladesh. Nurul Amin, como líder do Partido Democrático do Paquistão, liderou a formação do Comitê Shanti para frustrar o Mukti Bahini que lutou pela independência de Bangladesh.  

## Contexto
Em 25 de março de 1971, começou a guerra de libertação. Em 4 de abril de 1971, doze líderes pró-paquistaneses, incluindo Nurul Amin, Ghulam Azam e Khwaja Khairuddin, encontraram-se com o General Tikka Khan do exército do Paquistão e asseguraram-lhe a sua cooperação contra a rebelião do Bangladesh. Após reuniões subsequentes, anunciaram a formação de um Comitê de Cidadãos para a Paz, composto por 140 membros.  Os primeiros recrutas incluíram 96 membros do Jamaat-e-Islami, que começaram a treinar num acampamento Ansar na Estrada Khanjahan Ali, Khulna. O Comitê Shanti também é acusado de ter recrutado Razakars. 

## História
Os líderes do Comitê Central para a Paz do Paquistão Oriental apelaram aos cidadãos paquistaneses para defenderem o Paquistão contra a "agressão indiana", já que a Índia estava apoiando o movimento de libertação de Bangladesh. Em 13 de abril de 1971, o Comitê organizou um comício em Baitul Mukarram na mesquita Chawkbazar. A manifestação terminaria com uma reunião perto do Novo Mercado. Após o término da manifestação, os participantes começaram a revoltar-se nas áreas de Azimpur, Shantinagar e Shankhari Bazar. Eles incendiaram as casas de pessoas conhecidas pró-libertação e mataram algumas.
O Comitê de Paz espalhou-se por todo o Paquistão Oriental, chegando até mesmo às aldeias rurais. Em comparação com o assassinato indiscriminado do exército paquistanês, foi mais específico e orientado pelas listas de opositores que elaborava. Os membros do Comitê de Paz eram temidos e odiados pela população do Paquistão Oriental. Alguns de seus membros foram mortos durante a Guerra de Libertação do Bangladesh.
Em 14 de abril, numa reunião em Dhaka, o Comitê dos Cidadãos para a Paz renomeou-se Comitê Central para a Paz do Paquistão Oriental. Foi constituída uma comissão de trabalho composta por vinte e um membros. Eles abriram um escritório em Maghbazar. O Comitê  para a Paz nomeou um ou mais oficiais de ligação para as várias esquadras de polícia em Dhaka. Em 17 de Abril de 1971, os membros do Comitê de Paz informaram o Governador Tikka Khan sobre os progressos que tinham feito no restabelecimento da normalidade e da confiança entre os cidadãos. Foram delegados nos quartéis-generais distritais e divisionais em todo o Paquistão Oriental. O Comitê de Paz de Munshiganj deu uma grande recepção aos militares do Paquistão Ocidental em 11 de maio de 1971.
Segundo o historiador Azadur Rahman Chandan no seu livro de 2011 sobre a guerra, o Comitê Shanti foi a primeira organização criada por residentes locais que colaboraram com o Paquistão. Seus membros eram provenientes da Liga Muçulmana e dos partidos políticos Jamaat-e-Islami, que acreditavam que um Bangladesh independente era contra o Islã, bem como dos biharis de língua urdu.

## Abolição
Em 16 de dezembro de 1971, após o fim da guerra, o Comitê foi extinto.

## Ex-membros
- Ghulam Azam, que foi condenado por crimes de guerra no Bangladesh.[9]

## Nota
- Este artigo foi inicialmente traduzido, total ou parcialmente, do artigo da Wikipédia em francês cujo título é «Comité central pour la paix du Pakistan oriental».